# Арест краковских профессоров

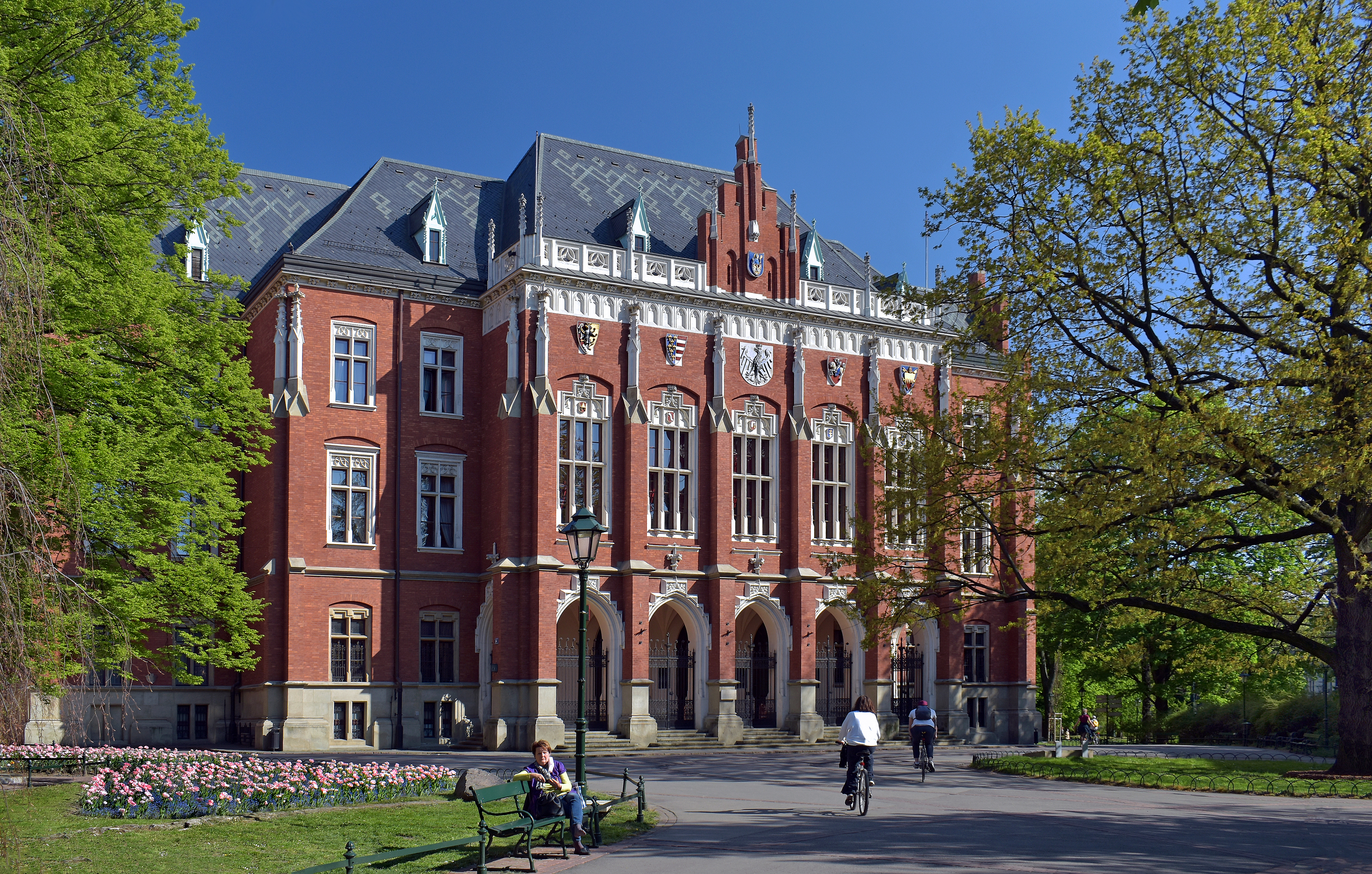
Главный вход в Collegium Novum Ягеллонского университета в Кракове

Арест краковских профессоров (кодовое название Sonderaktion Krakau) — массовый арест профессоров, студентов и сотрудников Ягеллонского университета и других вузов 6 ноября 1939 года. Часть нацистского плана уничтожения польской интеллигенции — Intelligenzaktion.

## Арест

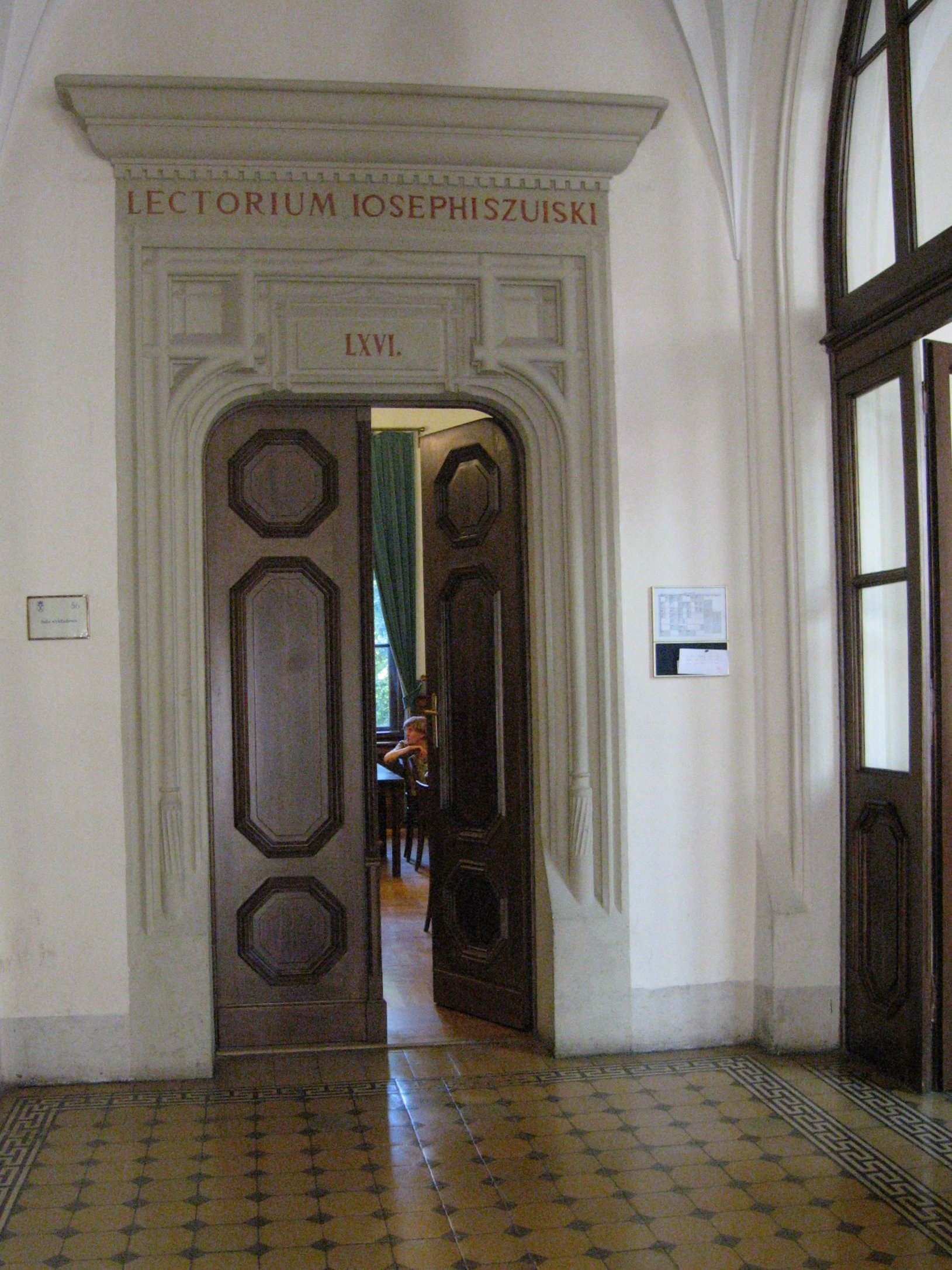
Аудитория, где проходило собрание

Оберштурмбанфюрер СС Бруно Мюллер приказал ректору Ягеллонского университетa профессору Тадеушу Лер-Сплавинскому обязать всех профессоров университета посетить его лекцию о немецких планах относительно будущего польской науки и образования, которая должна была пройти 6 ноября 1939 года в 12:00 в аудитории 66 Collegium Novum. Но чтение лекции не проводилось. Вместо неё Мюллер сказал:

«Местный университет начал учебный год без предварительного согласия германских властей. Это злой умысел. Кроме того, хорошо известно, что преподаватели всегда враждебно относились к немецкой науке. По этим причинам, все, кроме трех присутствующих женщин, будут депортированы в концлагерь. Любая дискуссия и даже высказывания на эту тему исключены. Осмелившиеся оказать сопротивление моему приказу будут расстреляны».
Оригинальный текст (нем.)Die hiesige Universität hat ihr Schuljahr begonnen, ohne vorher die Einwilligung der deutschen Behörden eingeholt zu haben. Das ist eine Böswilligkeit. Nebst dem ist es allgemein bekannt, dass die Lehrer stets gegenüber der deutschen Wissenschaft feindlich gesinnt waren. Dies sind die Gründe, weshalb sie Alle – mit Ausnahme der drei anwesenden Frauen – in ein Konzentrationslager werden abgeführt werden. Jedwede Diskussion oder auch nur Äusserung hierüber ist ausgeschlossen. Wer einen Widerstand gegen die Ausführug meines Befehles wagen würde, wird niedergeschossen..

После чего присутствующие были арестованы полицией. Арестованных били по лицу, били прикладами. Профессор Станислав Эстрейхер попытался высказаться в ответ, на что он получил удар по лицу. Вместе с профессорами было арестовано 13-15 сотрудников и студентов университетов. Доктор Станислав Климецкий был задержан у себя дома в тот же день. Двоих женщин, Елену Вильман-Грабовскую и Ядвигу Волошинскую отпустили из аудитории, после чего они сообщили семьям задержанных об аресте.
Таким образом, было задержано 184 человека, в том числе:
- Ягеллонский университет — 142 профессора и трое студентов
- Горно-металлургическая академия им. Станислава Сташица — 21 человек
- Краковский университет экономики — 3 человека
- Университет Стефана Батория — 1 человек[2]
- Католический университет Люблина — 1 человек[3]
- средние школы — 6 человек
- иные лица — 6 человек.

Все они были перевезены сначала в тюрьму на улице Монтелюпих, потом в казармы на Мазовецкой, некоторые через три дня — в Бреслау, где они провели 18 дней в двух отдельных тюрьмах: по адресу Świebodzka 1 и Kleczkowska 35. В ночь на 27 ноября 1939 года они были погружены на поезд в концентрационный лагерь Заксенхаузен, а в марте 1940 года направлены в Дахау, после освобождения профессоров старше 40 лет.

## Освобождение
После протеста Бенито Муссолини и Ватикана 101 профессор в возрасте старше 40 лет были освобождены из Заксенхаузена 8 февраля 1940 года. Другие были освобождены позже.
Не все профессора, многие из были преклонного возраста, смогли выдержать тяжёлые условия заключения в лагере, где зимой не хватало тёплых вещей и свирепствовала дизентерия. Двенадцать человек умерли в лагере, ещё пять после выхода. Среди известных профессоров, погибших в лагере, были Игнаций Хшановский, Станислав Эстрейхер, Казимеж Костанецкий, Антоний Мейер, Леон Стернбах и Михал Седлецкий. В марте 1940 года оставшиеся в живых были отправлены в Дахау и большинство из них было выпущено на свободу в январе 1941 года.
Многие из тех, кто прошёл через арест и интернирование, в 1942 году создали подпольный университет, одним из 800 студентов которого был Кароль Войтыла, будущий папа римский Иоанн Павел II. Возглавлял университет Тадеуш Лер-Сплавинский.

## Память
Перед зданием Collegium Novum установлена мемориальная доска, посвящённая событиям Sonderaktion Krakau. Каждый год 6 ноября на всех зданиях Ягеллонского университета вывешивают чёрные флаги, а ректор возлагает венки в память жертв этих событий.

## В кинематографе
Арест был изображён в польском фильме «Катынь» и сериале "Польские дороги".